# Ungheni, Mureș
Ungheni, mai demult Nirașteu, (în maghiară Nyárádtő; în germană Nyaradfluß), este un oraș în județul Mureș, Transilvania, România, format din localitățile componente Cerghid, Cerghizel, Morești, Recea, Șăușa, Ungheni (reședința) și Vidrasău.

## Localizare
Orașul se află în partea central-vestică a județului Mureș, la distanța de 11 km de municipiul Târgu Mureș pe DN15 și 2 km de nodul rutier al Autostrăzii A3 (Aeroport), la confluența râurilor Niraj și Mureș.
Aeroportul Internațional „Transilvania” Târgu Mureș se găsește în intravilanul localității Vidrasău, aflată în componența orașului Ungheni.

## Istoric

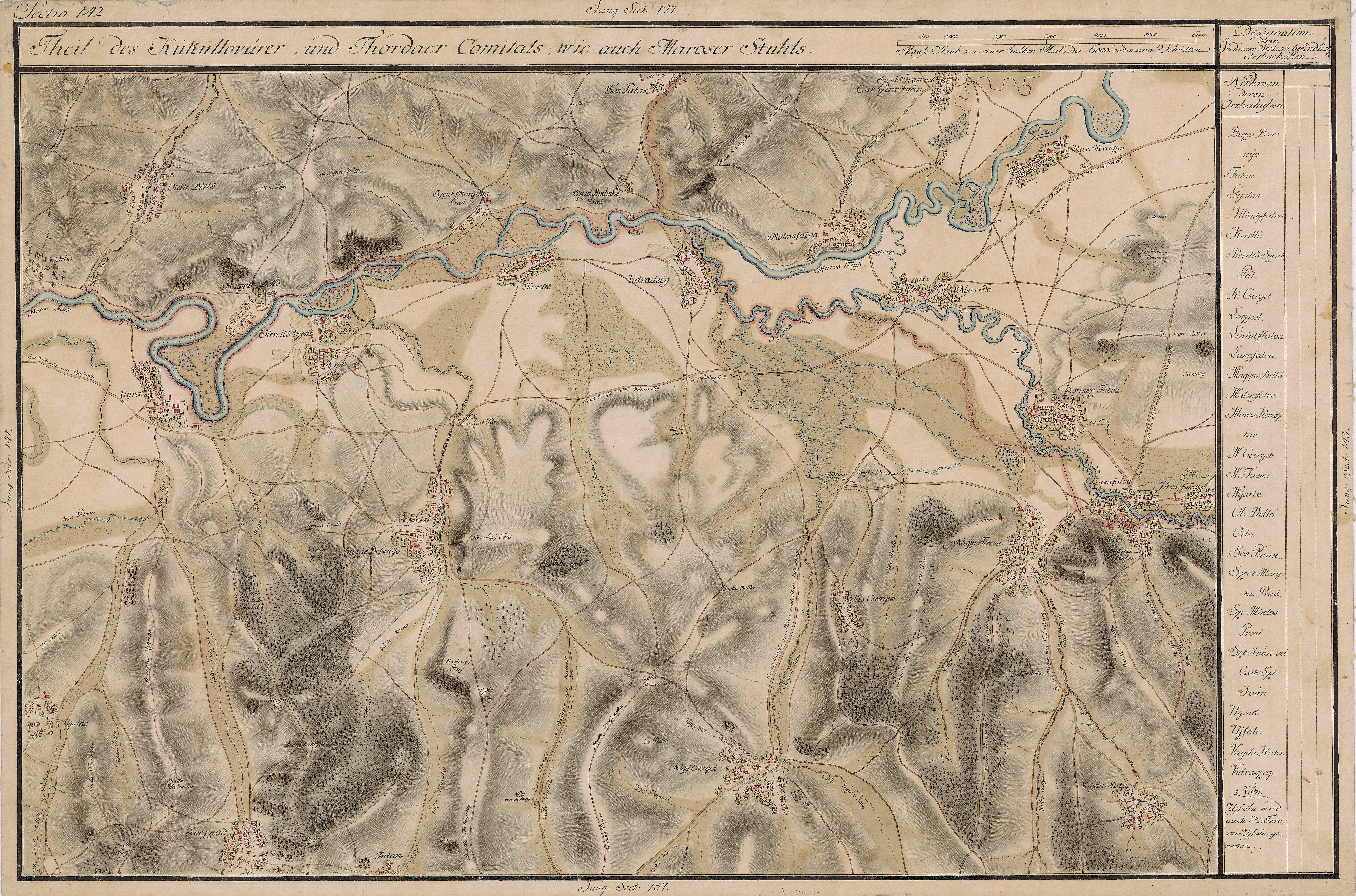
Ungheni ca Nyár-To pe Harta Iozefină

Localitatea este atestată documentar din anul 1264 sub denumirea de Naradtew. În 1505 se figurează ca Nyaradthew, iar pe Harta Iozefină apare ca Nyár-Tő.
Localitatea a fost devastată în 1601 de armata condusă de generalul Basta. Localnicii au fost omorâți, iar biserica medievală a fost distrusă. Trupele lui Ali Çengizade⁠(hu)[traduceți] aflate în război cu Principatul Transilvaniei au devastat în 1661 biserica reconstruită de romano-catolicii din Ungheni.
Pe Harta Iosefină a Transilvaniei din 1769-1773 (Sectio 142), localitatea a apărut sub numele de „Nyár-To”.
Între anii 1858-1864 comunitatea română unită (greco-catolică) din localitate a construit biserica din piatră cu hramul Sfânta Treime. În anul 1948 monumentul istoric respectiv a fost trecut de autoritățile comuniste în folosința Bisericii Ortodoxe Române, care a început demolarea sa în luna mai a anului 2008.

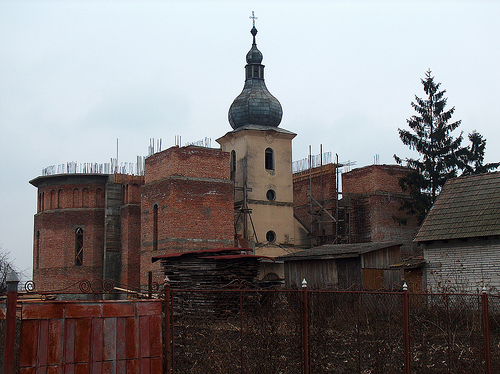
Turnul bisericii unite din Nirașteu (Ungheni), înainte de demolare (2008)

## Demografie
Componența etnică a orașului Ungheni
     Români (70,29%)
     Romi (13,87%)
     Maghiari (5,39%)
     Alte etnii (0,06%)
     Necunoscută (10,39%)
Componența confesională a orașului Ungheni
     Ortodocși (78,48%)
     Reformați (5,89%)
     Romano-catolici (1,54%)
     Greco-catolici (1,14%)
     Alte religii (2,14%)
     Necunoscută (10,8%)
Conform recensământului efectuat în 2021, populația orașului Ungheni se ridică la 7.007 locuitori, în creștere față de recensământul anterior din 2011, când fuseseră înregistrați 6.945 de locuitori. Majoritatea locuitorilor sunt români (70,29%), cu minorități de romi (13,87%) și maghiari (5,39%), iar pentru 10,39% nu se cunoaște apartenența etnică. Din punct de vedere confesional, majoritatea locuitorilor sunt ortodocși (78,48%), cu minorități de reformați (5,89%), romano-catolici (1,54%) și greco-catolici (1,14%), iar pentru 10,8% nu se cunoaște apartenența confesională.

## Politică și administrație
Orașul Ungheni este administrat de un primar și un consiliu local compus din 15 consilieri. Primarul, Victor Prodan[*], de la Partidul Național Liberal, este în funcție din 2012. Începând cu alegerile locale din 2024, consiliul local are următoarea componență pe partide politice:
|  | Partid                                 | Consilieri | Componența Consiliului | Componența Consiliului | Componența Consiliului | Componența Consiliului | Componența Consiliului | Componența Consiliului | Componența Consiliului | Componența Consiliului |
|  | -------------------------------------- | ---------- | ---------------------- | ---------------------- | ---------------------- | ---------------------- | ---------------------- | ---------------------- | ---------------------- | ---------------------- |
|  | Partidul Național Liberal              | 8          |                        |                        |                        |                        |                        |                        |                        |                        |
|  | Partidul Social Democrat               | 2          |                        |                        |                        |                        |                        |                        |                        |                        |
|  | Partidul Mișcarea Populară             | 2          |                        |                        |                        |                        |                        |                        |                        |                        |
|  | Uniunea Democrată Maghiară din România | 1          |                        |                        |                        |                        |                        |                        |                        |                        |
|  | Alianța pentru Unirea Românilor        | 1          |                        |                        |                        |                        |                        |                        |                        |                        |
|  | Partidul România Mare                  | 1          |                        |                        |                        |                        |                        |                        |                        |                        |

### Evoluție istorică
La recensământul din 1930 au fost înregistrați 1.212 locuitori, dintre care 866 români, 216 maghiari, 100 țigani și 30 evrei. Sub aspect confesional populația era alcătuită din 920 greco-catolici, 115 reformați, 111 romano-catolici, 33 ortodocși, 30 mozaici și 3 adventiști.

## Obiective turistice
- Vărsarea râului Niraj în Mureș
- Biserica reformată
- Biserica romano-catolică „Martirii din Kassa”
- Mănăstirea „Adormirea Maicii Domnului” din Recea

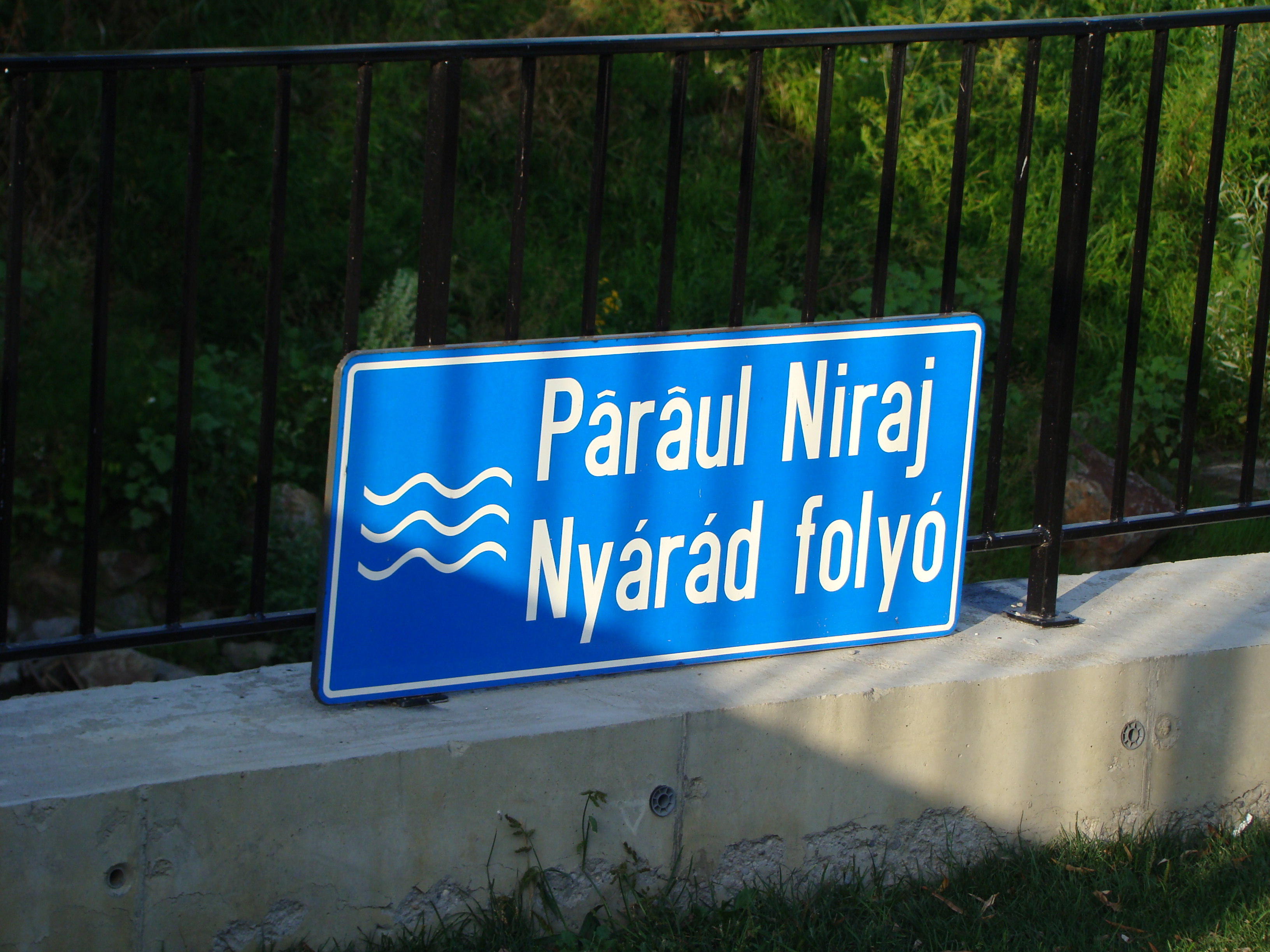
Niraj
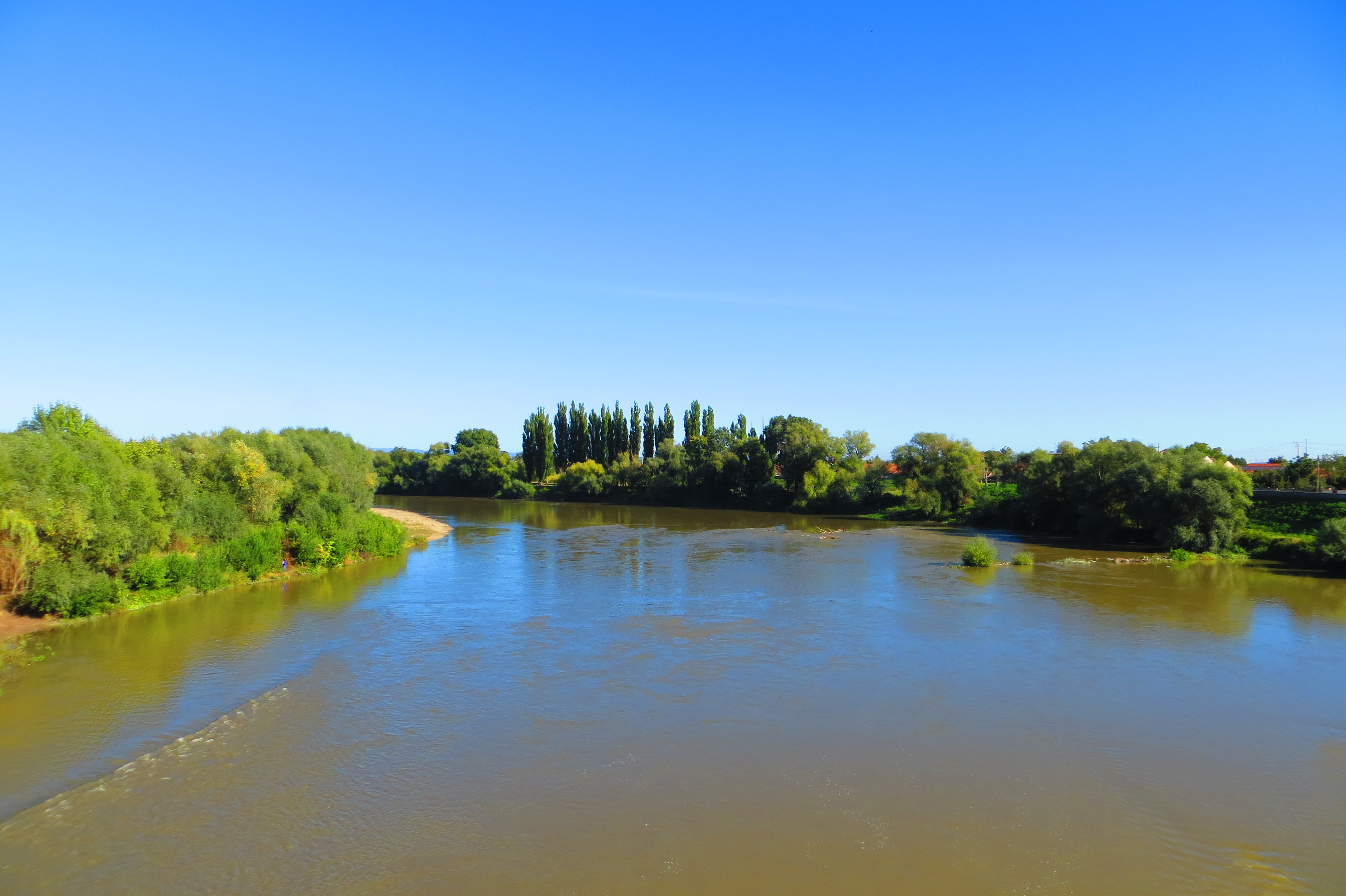
Mureș
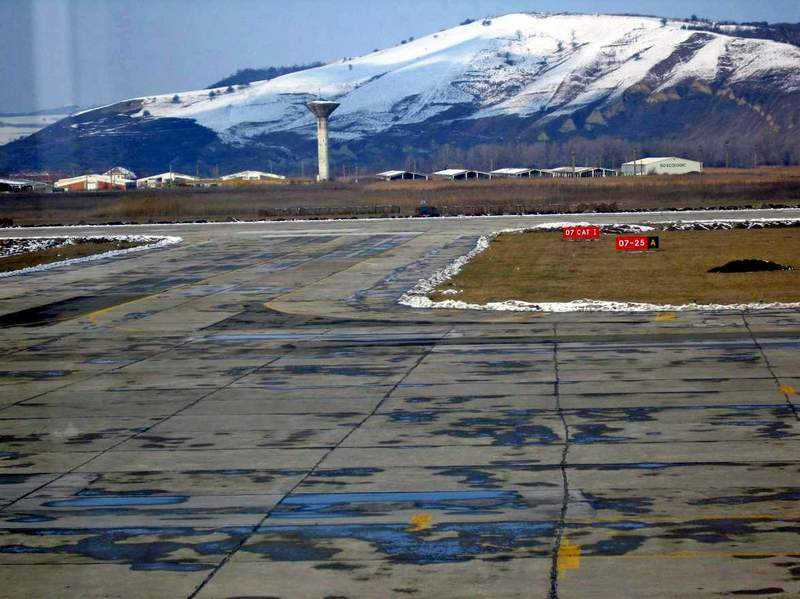
Dealurile din Vidrasău

## Personalități
S-au născut în localitate:
- Erasmus Gyula Nyárády (1881 - 1966), botanist, cercetător, membru al Academiei Române
- Ioan Botoș (1870 - 1961), deputat în Marea Adunare Națională de la Alba Iulia 1918
- Ioan Iacob (învățător) (1891 - 1969), deputat în Marea Adunare Națională de la Alba Iulia 1918

## Localități înfrățite
Orașul Ungheni este înfrățit cu următoarele localități:
- Carmiano